# Dolichopeza bibasis
Dolichopeza bibasis är en tvåvingeart som beskrevs av Alexander 1971. Dolichopeza bibasis ingår i släktet Dolichopeza och familjen storharkrankar. Inga underarter finns listade i Catalogue of Life.